# Католически процеси
Католическите процеси са поредица политически съдебни процеси в България срещу католически епископи, свещеници, монаси и миряни в началото на 50-те години на XX век. Те са част от политиката на репресии от страна на установения от съветските войски комунистически режим в страната.

## История
Започва с делото на отец Асен Чонков, енорийски свещеник в с. Бърдарски геран, Никополска епархия. Той е арестуван през юли 1950 г. като предполагаем главен организатор на спонтанните бунтове в региона срещу насилственото събиране на т. нар. държавни доставки на зърнени храни. В обвинителния акт на врачанския окръжен прокурор Асен Чонков е определен като „привърженик на монархофашистката власт“ и „саботьор на отечественофронтовските инициативи“. За тези провинения е осъден на 15 г. затвор.
Следва процесът срещу отец Дамян Гюлов – основател и редактор на католическия вестник „Истина“, арестуван още през 1950 година. Обвинен е в антинародна дейност и е принуден да признае, че е поддържал „връзки с чужди разузнавания“, като е предавал сведения от военен, стопански и политически характер на Ватикана, Англия и Франция. На 14 януари 1952 година е осъден на 12 години затвор.
Третият съдебен процес е на 3 юни 1952 г. Подсъдими са софийският свещеник капуцин отец Роберт Прустов и неговият помощник-домакин отец Стефан Цоков. Прустов е арестуван още през 1950 година, а Цоков през есента на 1951 година. Двамата са принудени да направят самопризнания, че са извършвали шпионаж. Отец Роберт Прустов е осъден на 20 години лишаване от свобода, 22 години лишаване от граждански права и конфискация на цялото имущество. Отец Стефан Цоков е осъден на 10 години лишаване от свобода, 12 години лишаване от граждански права и конфискация на цялото имущество.
На 6 юни 1952 г. в Пловдив е организиран съдебен процес при закрити врати, на който е разгледано делото срещу свещеник Йосиф Тончев, капуцин. Освен в шпионаж той е обвинен и в създаването на нелегална организация за извършване на „подривна дейност“, осъден е на смърт и е екзекутиран на 23 януари 1953 г.
През юли 1952 г. са арестувани голяма група католици. Обвинения са повдигнати срещу 40 души, сред които един епископ, 26 свещеници и една монахиня, като свещеникът Фортунат Бакалски умира още по време на следствието. Обвинението е за създаване на нелегална организация за шпионаж, подпомагане на нелегални лица и други „врагове на народа“, агитация срещу тоталитарния режим и колективизацията. Процесът продължава от 29 септември до 3 октомври – четирима души са осъдени на смърт чрез разстрел: никополският епископ Евгений Босилков – пасионист, и успенците отец Камен Вичев, отец Павел Джиджов и отец Йосафат Шишков. Другите присъди варират от 3 до 20 години лишаване от свобода – двама са осъдени на 20 години затвор, шестима на 15 години, двама на 14 години, единайсет души получават по 12 години, деветима по 10 години, четирима съответно по 8, 6, 5 и 3 години, и двама по година и половина. Смъртните присъди са изпълнени в 23,30 часа на 11 ноември 1952 г. в Софийския затвор.
На 29 октомври 1952 година Софийският окръжен съд разглежда делото на епископ Иван Романов, наместник на Софийско-Пловдивската епархия. Обвинението е шпионаж. Произнесената присъда е 12 години лишаване от свобода, като 74-годишният Романов умира в затвора два месеца по-късно на 8 януари 1953 година.
От 2 до 4 декември 1952 г. Софийският окръжен съд разглежда още едно дело срещу група католици, обвинени в шпионаж. Поради паралелното водене на процесите, този процес е наричан малък католически процес. Обвиняемите са 7 духовници и 3 миряни – д-р Петко Момчилов е осъден на смърт, един от останалите на 20 години, двама на 15, двама на 12, двама на 10 години и двама на 6 години лишаване от свобода.
До 1963 г. всички подсъдими, излежаващи присъди по процесите, са освободени.
След политическите промени през 1989 г. дъщерите на д-р Петко Момчилов изискват преглед по реда на надзора на делото срещу него и той е реабилитиран на 13 април 1993 г. През май 1999 г. Върховният касационен съд отменя по реда на надзора смъртната присъда на епископ Евгени Босилков. През 2002 г. и 2005 г. са правени неуспешни опити да се реабилитират обявените за блажени, разстреляни през 1952 г. свещеници Вичев, Джиджов и Шишков. С промените в Закона за политическа и гражданска реабилитация на репресирани лица от 10 август 2010 г. са реабилитирани осъдените по големия католически процес.

## Присъди
По време на процесите през 1950 – 1952 г. подсъдими са 2 епископа, 38 свещеника, 1 монахиня и 15 миряни. Отец Фортунат Бакалски умира по време на следствието.
| No. | Звание  | Име                                   | Присъда                                               | Дата                      | Място   | Лична информацияф |
| --- | ------- | ------------------------------------- | ----------------------------------------------------- | ------------------------- | ------- | --- |
| 1   | отец    | Асен Чонков                           | 15 години затвор                                      | август 1950 г. е задържан | Враца   | роден на 31 януари 1904 г. в Пловдив, с висше образование, бивш учител във френския колеж в Пловдив, енорийски свещеник в с. Бърдарски геран                                                   |
| 2   | отец    | Дамян Гюлов                           | 12 години затвор                                      | 14 януари 1952            | София   | роден на 4 април 1886 г.в с. Секирово, Пловдивско, с висше богословско образование, бивш редактор на в-к Истина                                                                                |
| 3   | отец    | Роберт Прустов                        | 20 години затвор                                      | 3 юни 1952                | София   | роден на 22 февруари 1908 г. в с. Генерал Николаево, Пловдивско, капуцин, директор на католическото дружество „Св. Цецилия" в София                                                            |
| 4   | отец    | Стефан Цоков                          | 10 години затвор                                      | 3 юни 1952                | София   | помощник-домакин в София |
| 5   | отец    | Йосиф Тончев                          | осъден на смърт (разстрелян на 23 януари 1953 г.)     | 6 юни 1952                | Пловдив | роден през 1895 г. в Хамбарлии, католически свещеник |
|     | отец    | Фортунат Бакалски                     | умира по време на следствието на 1 септември 1952 г.  |                           |         | роден на 5 август 1916 г. в с. Дуванлии, редактор на в-к Истина |
| 6   | отец    | Камен Вичев Йонков                    | осъден на смърт (разстрелян на 11 ноември 1952 г.)    | 3 октомври 1952           | София   | роден на 23 май 1883 г. в с. Срем, Елховско, с висше богословско образование, викарий на отците августино-успенци, главен директор на семинарията на Източно-католическата екзархия в България |
| 7   | отец    | Павел Йозов Джиджов                   | осъден на смърт (разстрелян на 11 ноември 1952 г.)    | 3 октомври 1952           | София   | роден на 13 юли 1919 г. в гр. Пловдив, с висше богословско образование, католически свещеник, домакин на католическата семинария в Пловдив                                                     |
| 8   | отец    | Йосафат Андреев Шишков                | осъден на смърт (разстрелян на 11 ноември 1952 г.)    | 3 октомври 1952           | София   | роден на 9 ноември 1884 г. в гр. Пловдив, с висше богословско образование, католически свещеник                                                                                                |
| 9   | д-р     | Евгений Ливиджов Босилков             | осъден на смърт (разстрелян на 11 ноември 1952 г.)    | 3 октомври 1952           | София   | роден на 29 септември 1900 г. в с. Белене, Свищовско, с висше богословско образование, католически владика на Никополска епархия, доктор по църковна история                                   |
| 10  | д-р     | Петър Петров Сарийски                 | 20 години затвор                                      | 3 октомври 1952           | София   | роден на 27 октомври 1912 г. в с. Генерал Николаево, Пловдивско, доктор по каноническо право, с висше богословско образование                                                                  |
| 11  | отец    | Марислав Антонов Банчев               | 20 години затвор                                      | 3 октомври 1952           | София   | роден на 19 август 1899 г. в с. Брегаре, Оряховско, с висше богословско образование, католически свещеник, бивш директор на католическата семинария в Ямбол                                    |
| 12  | отец    | Петьр Йозов Лавренов                  | 15 години затвор                                      | 3 октомври 1952           | София   | роден на 20 януари 1921 г. в Пловдив, с висше богословско образование, католически свещеник |
| 13  | отец    | Никола Иванов Барбов                  | 15 години затвор                                      | 3 октомври 1952           | София   | роден на 22 юни 1914 г. в гр. Пловдив, с висше богословско образование, католически свещеник                                                                                                   |
| 15  | отец    | Купен Михайлов Георгиев               | 12 години затвор                                      | 3 октомври 1952           | София   | роден на 24 януари 1920 г. в гр. Малко Търново, с висше богословско образование, католически свещеник, преподавател в католическата семинария в Русе                                           |
| 16  |         | Никола Димитров Сакьов                | 15 години затвор                                      | 3 октомври 1952           | София   | роден на 1 септември 1921 г. в гр. Пловдив, агроном |
| 16  | инж.    | Антон Банков Вълчев                   | 10 години затвор                                      | 3 октомври 1952           | София   | роден на 6 август 1922 г. в Пловдив |
| 17  | отец    | Стефан Иванов Гочев                   | 20 години затвор                                      | 3 октомври 1952           | София   | роден на 9 април 1890 г. в с. Студена, Свиленградско, католически свещеник |
| 18  | инж.    | Димитър Андеев Заяков                 | 8 години затвор                                       | 3 октомври 1952           | София   | роден на 16 юни 1926 г. в гр. Пловдив |
| 19  |         | Георги Арнестов Георгиев              | 15 години затвор                                      | 3 октомври 1952           | София   | роден на 10 октомври 1905 г. в с. Миромир, Карловско, шофьор |
| 20  | д-р     | Климент Паскалев Испиров              | 15 години затвор                                      | 3 октомври 1952           | София   | роден на 28 май 1899 г. в с. Каяджик, Гърция, с висше богословско образование, архимандрит, доктор по каноническо право                                                                        |
| 21  | д-р     | Стефан Николов Караджов               | 12 години затвор                                      | 3 октомври 1952           | София   | роден на 18 юли 1904 г. в с. Хирево, Севлиевско, с висше образование, католик, чиновник |
| 22  | д-р     | Христофор Иванов Драгов               | 12 години затвор                                      | 3 октомври 1952           | София   | роден на 21 октомври 1892 г. в гр. Одрин, с висше богословско образование, журналист |
| 23  | отец    | Лино Маринов Драганов                 | 14 години затвор                                      | 3 октомври 1952           | София   | роден на 19 ноември 1916 г. в с. Дуванлии, Пловдивско, с висше богословско образование, католически свещеник                                                                                   |
| 24  |         | Иван Петров Хаджи Петров              | 12 години затвор                                      | 3 октомври 1952           | София   | роден на 16 ноември 1911 г. в София, с висше образование, бивш индустриалец |
| 25  | отец    | Методи Димитров Стратиев              | 14 години затвор                                      | 3 октомври 1952           | София   | роден на 11 януари 1916 г. в с. Срем, Елховско, с висше богословско образование, католически свещеник                                                                                          |
| 26  | отец    | Самуил Серафимов Джундрин             | 12 години затвор                                      | 3 октомври 1952           | София   | роден на 26 април 1920 г. в с. Генерал Николаево, Пловдивско, с висше богословско образование, католически свещеник                                                                            |
| 27  | отец    | Георги /Ефтим/ Манолов Георгиев       | 10 години затвор                                      | 3 октомври 1952           | София   | роден на 6 април 1920 г. в с. Каяджик, Гърция, с висше богословско образование, католически свещеник                                                                                           |
| 28  | отец    | Никола /Горазд/ Костадинов Куртев     | 10 години затвор                                      | 3 октомври 1952           | София   | роден на 1 април 1920 г. в с. Устрем, Тополовградско, с висше богословско образование, католически свещени;                                                                                    |
| 29  | отец    | Рафаил Серафимов Станев               | 10 години затвор                                      | 3 октомври 1952           | София   | роден на 10 август 1911 г. в с. Житница, Пловдивско, жител на с. Миромир, Карловско, българин, с висше богословско образование, католически свещеник                                           |
| 30  | отец    | Лъв Бонев Рончев                      | 12 години затвор                                      | 3 октомври 1952           | София   | роден на 6 ноември 1911 г. в с. Генерал Николаево, Пловдивско, с висше богословско образование, католически свещеник                                                                           |
| 31  | отец    | Йосиф /Тимотей/ Иванов Зайков         | 12 години затвор                                      | 3 октомври 1952           | София   | роден на 21 август 1914 г. в с. Генерал Николаево, Пловидвско, същата околия, с висше богословско образование, католически свещеник                                                            |
| 32  | отец    | Самуил Йозов Рончев                   | 12 години затвор                                      | 3 октомври 1952           | София   | роден на 19 февруари 1893 г. в с. Генерал Николаево, Пловдивско, с висше богословско образование, католически свещеник                                                                         |
| 33  | отец    | Лавренти Серафимов Стрехин            | 12 години затвор                                      | 3 октомври 1952           | София   | роден на 11 ноември 1908 г. в с. Генерал Николаево, Пловдивско, с висше богословско образование, католически свещеник                                                                          |
| 34  | отец    | Марин Йозов Петков                    | 12 години затвор                                      | 3 октомври 1952           | София   | роден на 8 юни 1908 г. в с. Секирово, Пловдивско, с висше богословско оразование, католически свещеник                                                                                         |
| 35  | отец    | Антон Иванов Карагьозов               | 10 години затвор                                      | 3 октомври 1952           | София   | роден на 16 май 1895 г. в с. Генерал Николаево, Пловдивско, същата околия, с висше богословско образование, католически свещеник                                                               |
| 36  | отец    | Тобия /Франц/ Тобиев Нонов            | 10 години затвор                                      | 3 октомври 1952           | София   | роден на 26 февруари 1916 г. в с. Секирово, Пловдивско, с висше богословско образование, католически свещеник                                                                                  |
| 37  | отец    | Георги Петров Митов                   | 10 години затвор                                      | 3 октомври 1952           | София   | роден на 9 януари 1916 г. в с. Секирово, Пловдивско, с висше богословско образование, католически свещеник                                                                                     |
| 38  | отец    | Храбър /Тадей/ Марков Иванов          | 6 години затвор                                       | 3 октомври 1952           | София   | роден на 6 октомври 1916 г. в гр. Пловдив, с висше богословско образование, католически свещеник                                                                                               |
| 39  |         | Георги Димитров Сарафов               | 10 години затвор                                      | 3 октомври 1952           | София   | роден на 21 март 1888 г. в гр. Малко Търново, служител |
| 40  |         | Стефан Андреев Коков                  | 12 години затвор                                      | 3 октомври 1952           | София   | роден на 16 юли 1899 г. в гр. Пловдив, бивш търговец |
| 41  |         | Тодор Киряков Филков                  | 15 години затвор                                      | 3 октомври 1952           | София   | роден на 27 септември 1890 г. в гр. Разград, бивш търговец |
| 42  | отец    | Иван Павлов Станев                    | година и половина затвор                              | 3 октомври 1952           | София   | роден на 2 ноември 1921 г. в с. Житница, Пловдивско, с висше богословско образование, католически свещеник                                                                                     |
| 43  |         | Славчо Николов Сотиров                | година и половина затвор                              | 3 октомври 1952           | София   | роден на 27 юли 1899 г. в село Насалевци, Трънско, адвокат |
| 44  | сестра  | Свобода /Серафима/ Димитрова Ангюшева | 5 години затвор                                       | 3 октомври 1952           | София   | родена на 15 ноември 1915 г. в Ксанти, с висше образование |
| 45  |         | Надежда Христофорова Зафирова         | 3 години затвор                                       | 3 октомври 1952           | София   | родена на 26 ноември 1908 г. в гр. Одрин |
| 46  | епископ | Иван Романов                          | 12 години затвор, умира в затвора на 8 януари 1953 г. | 29 октомври 1952          | София   | роден на 10 септември 1878 г. в с. Секирово, епископ, наместник на Софийско-Пловдивската епархия                                                                                               |
| 47  | д-р     | Петко Момчилов                        | осъден на смърт (разстрелян на 23 януари 1953 г.)     | 4 декември 1952           | София   | роден на 22 май 1893 г. във Велико Търново, хирург, ортопед и акушер-гинеколог |
| 48  | отец    | Гаврил Николов Беловеждов             | 20 години затвор                                      | 4 декември 1952           | София   | роден на 2 юни 1920 г. в Златица, Софийско, с висше богословско образование, католически свещеник                                                                                              |
| 49  | отец    | Игнат Христов Игнатов                 | 15 години затвор                                      | 4 декември 1952           | София   | свещеник |
| 50  | отец    | Стефан Димитров Мешков                | 15 години затвор                                      | 4 декември 1952           | София   | свещеник |
| 51  | отец    | Рафаил Арсенов Пеев                   | 12 години затвор                                      | 4 декември 1952           | София   | роден през 1918 г. в с. Секирово, Пловдивско, с висше богословско оразование, католически свещеник                                                                                             |
| 52  | отец    | Йероним Луков Серафимов               | 12 години затвор                                      | 4 декември 1952           | София   | свещеник, роден в Ореш, Великотърновско |
| 53  |         | Йосиф Петров Бозов                    | 6 години затвор                                       | 4 декември 1952           | София   | монах |
| 54  |         | Константин Атанасов Патронов          | 6 години затвор                                       | 4 декември 1952           | София   | монах |
| 55  |         | Йосиф Янков Алексиев                  | 10 години затвор                                      | 4 декември 1952           | София   | златар от Ямбол |
| 56  |         | Янко Йосифов Янков                    | 10 години затвор                                      | 4 декември 1952           | София   | син на Йосиф Янков Алексиев, също златар |